# Adiantopsis flexuosa
Adiantopsis flexuosa là một loài dương xỉ trong họ Pteridaceae. Loài này được Kunze Link-Pérez & Hickey mô tả khoa học đầu tiên năm 2011.